# Xot de Koepcke
El xot de Koepcke (Megascops koepckeae) és una espècie d'ocell de la família dels estrígids (Strigidae). Habita boscos de muntanya del nord del Perú i oest de Bolívia. El seu estat de conservació es considera de risc mínim.